# Thieri Foulc
 (novembre 2017).
Thieri Foulc, né le 23 avril 1943 à Paris et mort dans la même ville le 22 mai 2020, est un artiste non-peintre (« peintures non peintes », art textile, collage, gravure), un écrivain et un éditeur.

## Biographie
Après avoir étudié à l’école des Beaux-Arts et à la Sorbonne, à Paris, Thieri Foulc renonce à la peinture proprement dite, au profit de la gravure (Le Massacre des innocents, livre d'artiste, 1975) et surtout du dessin : à partir de 1969, il dessine les projets (les « cartons ») d’œuvres textiles réalisées avec Nicole Foulc (1941-1990). Leurs thèmes sont des personnages aux suggestions énigmatiques ; leur technique, l’appliqué, brodé serré de façon à donner force à la ligne ; leurs matériaux, la soie, les lainages où ils expérimentent plis, déchirages, détourages, et, dans les dernières années, des matériaux légers comme l’organza (Les Passants, installation de quinze panneaux à personnages grandeur nature, 1985-1986). Ils réalisent également des collages de papiers découpés (Autoportrait de l’artiste en ombre, avec le peintre Tristan Bastit assis sur une valise, 1986).
En 1980, Thieri Foulc fonde l’Ouvroir de peinture potentielle (Oupeinpo) avec François Le Lionnais et Carelman. Il s’agit d’inventer des « contraintes » qui structurent l’œuvre à créer ou son processus de réalisation. Ces travaux sont présentés au centre Pompidou (1991 et 1999), et lors d’expositions propres ou avec l'Oulipo. Il les réunit dans un ouvrage, Du potentiel dans l’art (Seuil, 2005), et dans la Bibliothèque oupeinpienne (Au crayon qui tue, éditeur).

Après la mort de son épouse Nicole et plusieurs années de silence, Thieri Foulc entreprend à partir de 1998 des Peintures non peintes, qu’il appelle aussi « peintures de mots ». Ce sont des projets de peinture, textes écrits pour être lus publiquement et susciter une émotion « picturale » dans l’esprit des auditeurs : 

« Le projet est un moteur, vous entrez dedans et vous-même vous repeignez le monde. »

Ces textes sont donnés lors de « performances », devant des « tableaux » noirs. En l’absence de l’artiste, les spectateurs entendent les « tableaux » dans un casque audio-guide, comme à Marseille (centre de la Vieille Charité, 2014).
Comme écrivain, il a donné plusieurs recueils poétiques imprégnés de ses traversées du Sahara dans les années 1965-1967, ainsi que de nombreux articles et travaux d’érudition.
Enfin, ayant œuvré un temps pour la grande édition, il a fondé sa propre enseigne, Au crayon qui tue (1993), aux dimensions délibérément réduites, pour publier Fernando Arrabal, Jacques Carelman, Jean Dewasne, Olivier O. Olivier, Jack Vanarsky, André Stas, Christian Zeimert, Miller Lévy, Jean-Luc Parant, Paul Fournel, Marcel Bénabou, Jacques Roubaud, Edoardo Sanguineti, Jean-Pierre Le Goff, l’Oupeinpo.
Il a été le Provéditeur-Éditeur Général du Collège de 'Pataphysique, publiant deux séries de sa revue, les Carnets trimestriels (2000-2007) et Le Correspondancier du Collège de ’Pataphysique (2007-2014). Il est élu Satrape du même Collège le 6 novembre 2019.
Le numéro 26 du Publicateur du Collège de 'Pataphysique (décembre 2020) est entièrement consacré à lui rendre hommage.

## Manifestations et expositions

### Œuvres textiles

#### Expositions personnelles
- 1973 : Galerie Marie-France Bourély, Paris
- 1975 : Institut français, Florence
- 1976 : Galerie Marie-France Bourély, Paris
- 1976 : Galerie Saint-Dominique, Lyon
- 1978 : Institut français, Rome
- 1979 : Galerie Sin Paora, Paris
- 1981 : Galerie Saint-Dominique, Lyon
- 1986 : Espace Poisson d’or, Lyon
- 2012 : Collectio, Paris
- 2013 : The Obaek Jang Goon Gallery, Jeju Stone Park, Corée

#### Expositions collectives
- 1977 : Paris, bibliothèque Forney, « Tapisserie »
- 1979 : 
  - Paris, Hôtel de ville
  - Paris, Grand Palais
- 1980-1981 : Paris, musée des Arts décoratifs, « Les Métiers de l'art »
- 1981 : Linz, Autriche, « Textilkunst »
- 1982, 1984, 1986 : Szombathely, Hongrie, Savaria Muzeum, Biennale de la miniature textile
- 1987 : Lyon, musée Guimet, « Ver à soie, vers la soie »
- 1988 : Milan, château de Monza, « Arte contemporanea, seta e filo sottile »
- 1988 : Tokyo, Isetan Museum, « Art textile contemporain français »
- 1990 : 
  - Los Angeles, Downey Museum of Art, « Contemporary Silk as Art »
  - Tarare, France, Espace André Malraux, « Art contemporain, soie et fil fin »
- 1992 : 
  - Terrassa (Barcelone), Museu textil, « Seda i fil »
  - Lyon, Musée historique des tissus
- 1995 : San Francisco, « The Pacific International Quilt Festival »
- 1996 : 
  - Łódź (Pologne), Musée central des textiles, « Routes de la soie, routes de l’art contemporain »
  - Heidelberg, Allemagne, Textilmuseum Max Berk

### Oupeinpo (manifestations collectives)
- 1989 : Galerie de l'UQAM, Montréal
- 1991 : 
  - Centre Pompidou, « La revue parlée » et exposition
  - Florence, Chiostro di San Marco, « Attenzione al potenziale », exposition
- 1996 : Sophia Antipolis, exposition
- 1997 : université de Poitiers, Nouveaux aperçus sur la potentialité restreinte, exposition et catalogue, Publications de la Licorne
- 1999 : Centre Pompidou, avec les Ou-X-Po
- 2000 : Capri, « La regola è questa »
- 2005 : Paris, Forum des images, « Les Jeudis de l’Oulipo »
- 2011 : Galerie La Box, Bourges

### Peintures non-peintes
- À partir de 1998 : performances avec le groupe tAlus et dans divers ateliers
- 2014 (23 janvier - 5 avril) : Centre de la Vieille Charité, Marseille
- 2015 (7 juin) : Festival de Lagorce, avec Arrabal et Serge Pey
- 2016 (23 juillet) : Festival d’Argentat
- 2016 (22 octobre) : « Cabaret de Frasq », organisé par Alain Snyers et Michel Giroud, au Générateur, Le Kremlin-Bicêtre
- 2017 (13 janvier) : « Tentatives à la limite », avec Paul Fournel, Marcel Bénabou, Jean-Christophe Marti, Grand Magasin, Bernard Moindrat, Patrice Caillaux. Atelier Cécile Saint-Paul, Paris

## Œuvres
- 1968 :  Vingt écrits, Collège de ’Pataphysique
- 1969 : 17 + 1 sonnets.
- 1972 : Whâââh, Temps mêlés
- 1973 : Maton au désert, Cheval d'attaque
- 1975 : 
  - Mécanique de l'os du sable, Cheval d'attaque
  - Le Massacre des innocents, hagiographie pour les temps modernes & autres, livre d’artiste, Atelier Sauve-qui-peut
- 1977 : Petit hallucinatoire, livre d'artiste, gravures de Holley Chirot, Fata Morgana
- 1985 : Le Morpholo, Ouvroir de peinture potentielle, Cymbalum Pataphysicum
- 1986 : Le Lunetier aveugle, catalogue, Plein chant
- 1992 : Œuvres incomplètes, tome 2, Plein chant
- 1993 : Giotto & l’hypothèse de la peinture peinte, Au crayon qui tue
- 2000 : Les Très Riches Heures du Collège de 'Pataphysique, Fayard
- 2005 : (coord.) Oupeinpo, Du potentiel dans l'art, Seuil
- 2008 : (coord.) Collège de ’Pataphysique, Le Cercle des pataphysiciens, éditions Mille et une nuits
- 2009 : 
  - Traité de démoralisation, portfolio de 12 planches
  - Encyclopédie mondiale des arts de la marionnette, rédacteurs en chef Henryk Jurkowski puis Thieri Foulc, éditions L'Entretemps Prix du meilleur livre sur le théâtre du Syndicat de la critique, 2010.
- 2010 : (éd.) Gestes et opinions du docteur Faustroll, pataphysicien, d’Alfred Jarry, nouvelle édition annotée, La Différence
- 2011 : (coord.) Jarry en ymages, Collège de 'Pataphysique, Gallimard, coll. « Le Promeneur ».
- 2012 : Formes cyclistes, de Paul Fournel, avec quatre dopages visuels par Thieri Foulc, Au crayon qui tue
- 2015 : Le Massacre des innocents, trois volumes reproduisant le livre d’artiste de 1975, les appliqués de soie sur le même thème et un canevas pour marionnettes, sous étui Plexiglas, Au crayon qui tue
- 2016 : 
  - An Exhibition of non-painted paintings, translated from the French by Chris Allen, London Institute of ’Pataphysics
  - (avec Paul Gayot) Les 101 mots de la pataphysique, coll. « Que sais-je ? », Presses universitaires de France
- 2017 : (avec Paul Gayot) Vian et la ’Pataphysique, inédit, Le Livre de poche
- 2019 : Le Lunetier aveugle, contes, Éditions Al Manar

### Bibliothèque oupeinpienne
Tous publiés Au crayon qui tue, éditeur.
- 1999 : Tableaux noirs
- 2000 : La Vie de saint Z
- 2001 : Lits
- 2002 : Images de souffrance
- 2005 : Décors antipersonnages
- 2006 : Plongeoirs[6]
- 2008 : Atlas potentiel
- 2014 : Petits secteurs

## Film
- 2012 : Réalisation in vivo du double portrait onomométrique d'Abdelkader Zaaf dans le film de Natacha Giler sur l'Oulipo, extrait projeté à la Halle Saint-Pierre, Paris, le 18 novembre